# Andover (Illinois)
Andover és una població dels Estats Units a l'estat d'Illinois. Segons el cens del 2000 tenia 594 habitants.

## Demografia
Segons el cens del 2000, Andover tenia 594 habitants, 220 habitatges, i 174 famílies. La densitat de població era de 229,3 habitants/km².
Dels 220 habitatges en un 34,5% hi vivien nens de menys de 18 anys, en un 70,9% hi vivien parelles casades, en un 6,4% dones solteres, i en un 20,5% no eren unitats familiars. En el 16,8% dels habitatges hi vivien persones soles el 8,2% de les quals corresponia a persones de 65 anys o més que vivien soles. El nombre mitjà de persones vivint en cada habitatge era de 2,7 i el nombre mitjà de persones que vivien en cada família era de 3,06.
Per edats la població es repartia de la següent manera: un 26,1% tenia menys de 18 anys, un 7,1% entre 18 i 24, un 26,1% entre 25 i 44, un 27,9% de 45 a 60 i un 12,8% 65 anys o més.
L'edat mediana era de 40 anys. Per cada 100 dones de 18 o més anys hi havia 97,7 homes.
La renda mediana per habitatge era de 46.944 $ i la renda mediana per família de 49.821 $. Els homes tenien una renda mediana de 40.000 $ mentre que les dones 26.625 $. La renda per capita de la població era de 18.439 $. Aproximadament el 4,1% de les famílies i el 5,9% de la població estaven per davall del llindar de pobresa.

## Poblacions més properes
El següent diagrama mostra les poblacions més properes.